# Aphrastochthonius patei
Aphrastochthonius patei är en spindeldjursart som beskrevs av William B. Muchmore 1982. Aphrastochthonius patei ingår i släktet Aphrastochthonius och familjen käkklokrypare. Inga underarter finns listade i Catalogue of Life.